# Biviers
 Biviers  es una población y comuna francesa, en la región de Ródano-Alpes, departamento de Isère, en el distrito de Grenoble y cantón de Saint-Ismier.
Se encuentra ubicada en el valle de Grésivaudan, a unos diez kilómetros de Grenoble.

## Demografía
| 679 | 964 | 1733 | 2147 | 2258 | 2383 |
| Para los censos de 1962 a 1999 la población legal corresponde a la población sin duplicidades (Fuente: INSEE [Consultar]) |     |      |      |      |      |